# Laposfejű halak
A laposfejű halak (Platycephalidae) a csontos halak (Osteichthyes) főosztályának a sugarasúszójú halak (Actinopterygii) osztályához, ezen belül a skorpióhal-alakúak vagy sárkányfejűhal-alakúak (Scorpaeniformes) rendjéhez tartozó család.

## Rendszerezés
A családba az alábbi nemek és fajok tartoznak:
- Ambiserrula nem
  - Ambiserrula jugosa
- Cociella nem
  - Cociella crocodila
  - Cociella heemstrai
  - Cociella hutchinsi
  - Cociella punctata
  - Cociella somaliensis
- Cymbacephalus nem
  - Cymbacephalus beauforti
  - Cymbacephalus bosschei
  - Cymbacephalus nematophthalmus
  - Cymbacephalus staigeri
- Elates nem
  - Elates ransonnetii
- Eurycephalus nem
  - Eurycephalus arenicola
  - Eurycephalus carbunculus
- Grammoplites nem
  - Grammoplites knappi
  - Grammoplites scaber
  - Grammoplites suppositus
- Inegocia
  - Inegocia guttata
  - Inegocia harrisii
  - Inegocia japonica
- Kumococius nem
  - Kumococius rodericensis
- Leviprora nem
  - Leviprora inops
- Onigocia nem
  - Onigocia bimaculata
  - Onigocia grandisquamis
  - Onigocia macrolepis
  - Onigocia oligolepis
  - Onigocia pedimacula
  - Onigocia spinosa
- Papilloculiceps nem
  - Papilloculiceps longiceps
- Platycephalus nem
  - Platycephalus arenarius
  - Platycephalus aurimaculatus
  - Platycephalus bassensis
  - Platycephalus caeruleopunctatus
  - Platycephalus chauliodous
  - Platycephalus conatus
  - Platycephalus cultellatus
  - Platycephalus endrachtensis
  - Platycephalus fuscus
  - Platycephalus indicus
  - Platycephalus laevigatus
  - Platycephalus longispinis
  - Platycephalus marmoratus
  - Platycephalus micracanthus
  - Platycephalus richardsoni
  - Platycephalus speculator
- Ratabulus nem
  - Ratabulus diversidens
  - Ratabulus megacephalus
- Rogadius nem
  - Rogadius asper
  - Rogadius mcgroutheri
  - Rogadius melanopterus
  - Rogadius nigripinnis
  - Rogadius patriciae
  - Rogadius portuguesus
  - Rogadius pristiger
  - Rogadius serratus
  - Rogadius welanderi
- Solitas nem
  - Solitas gruveli
- Sorsogona nem
  - Sorsogona prionota
  - Sorsogona tuberculata
- Suggrundus nem
  - Suggrundus cooperi
  - Suggrundus macracanthus
  - Suggrundus meerdervoortii
- Sunagocia nem
  - Sunagocia otaitensis
- Thysanophrys nem
  - Thysanophrys armata
  - Thysanophrys celebica
  - Thysanophrys chiltonae
  - Thysanophrys cirronasa
  - Thysanophrys longirostris
  - Thysanophrys papillaris

## Fordítás
- Ez a szócikk részben vagy egészben  a   Platycephalidae című angol Wikipédia-szócikk ezen változatának fordításán alapul.  Az eredeti cikk szerkesztőit annak laptörténete sorolja fel. Ez a jelzés csupán a megfogalmazás eredetét és a szerzői jogokat jelzi, nem szolgál a cikkben szereplő információk forrásmegjelöléseként.